# Saint-Apollinaire-de-Rias
Saint-Apollinaire-de-Rias ist eine französische Gemeinde im Département Ardèche in der Region Auvergne-Rhône-Alpes. Sie gehört zum Arrondissement Privas und zum Kanton Rhône-Eyrieux. Sie grenzt an Saint-Basile, Vernoux-en-Vivarais, Silhac und Saint-Jean-Chambre.

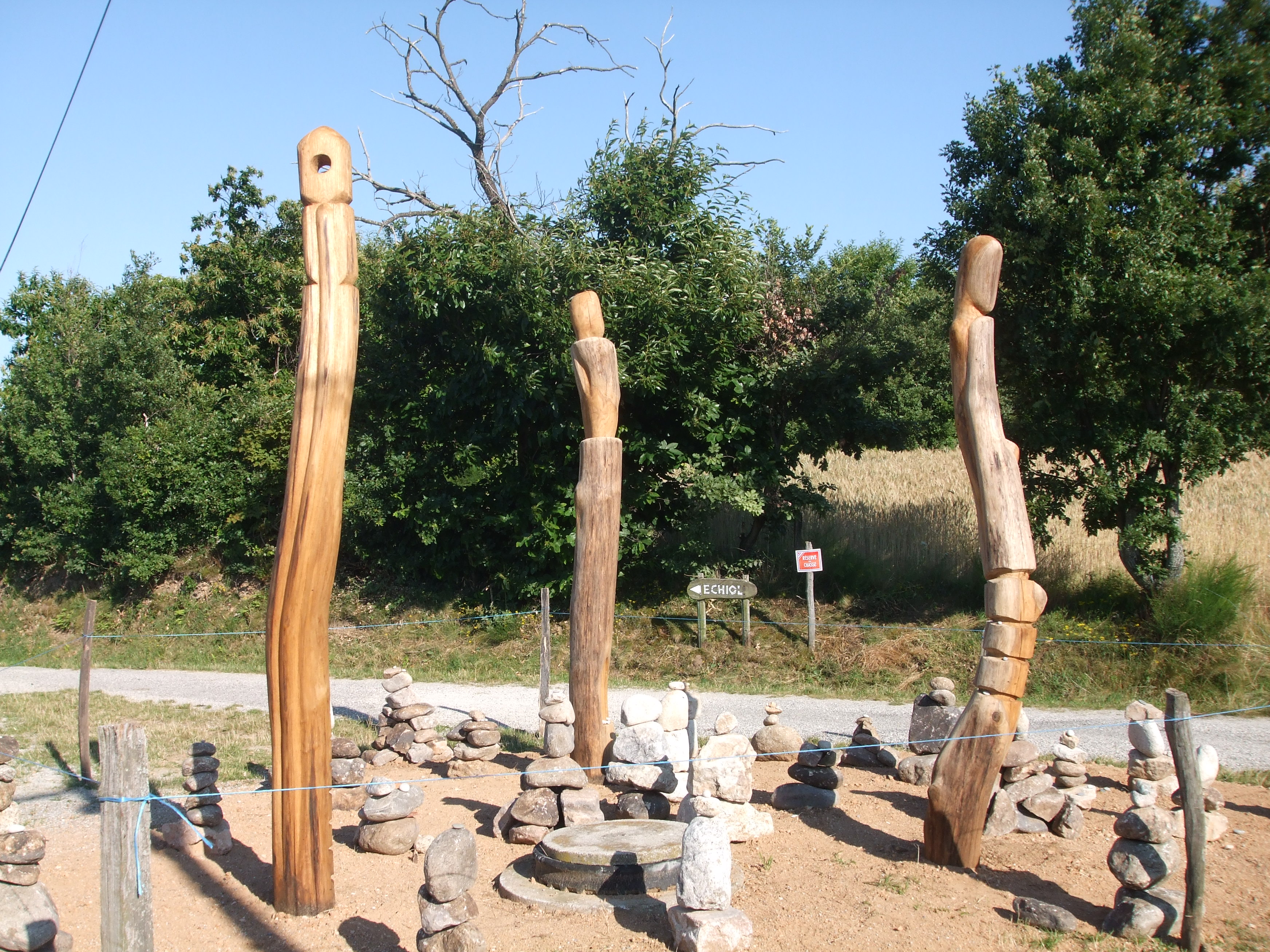
Hölzerne und steinerne Kunstwerke
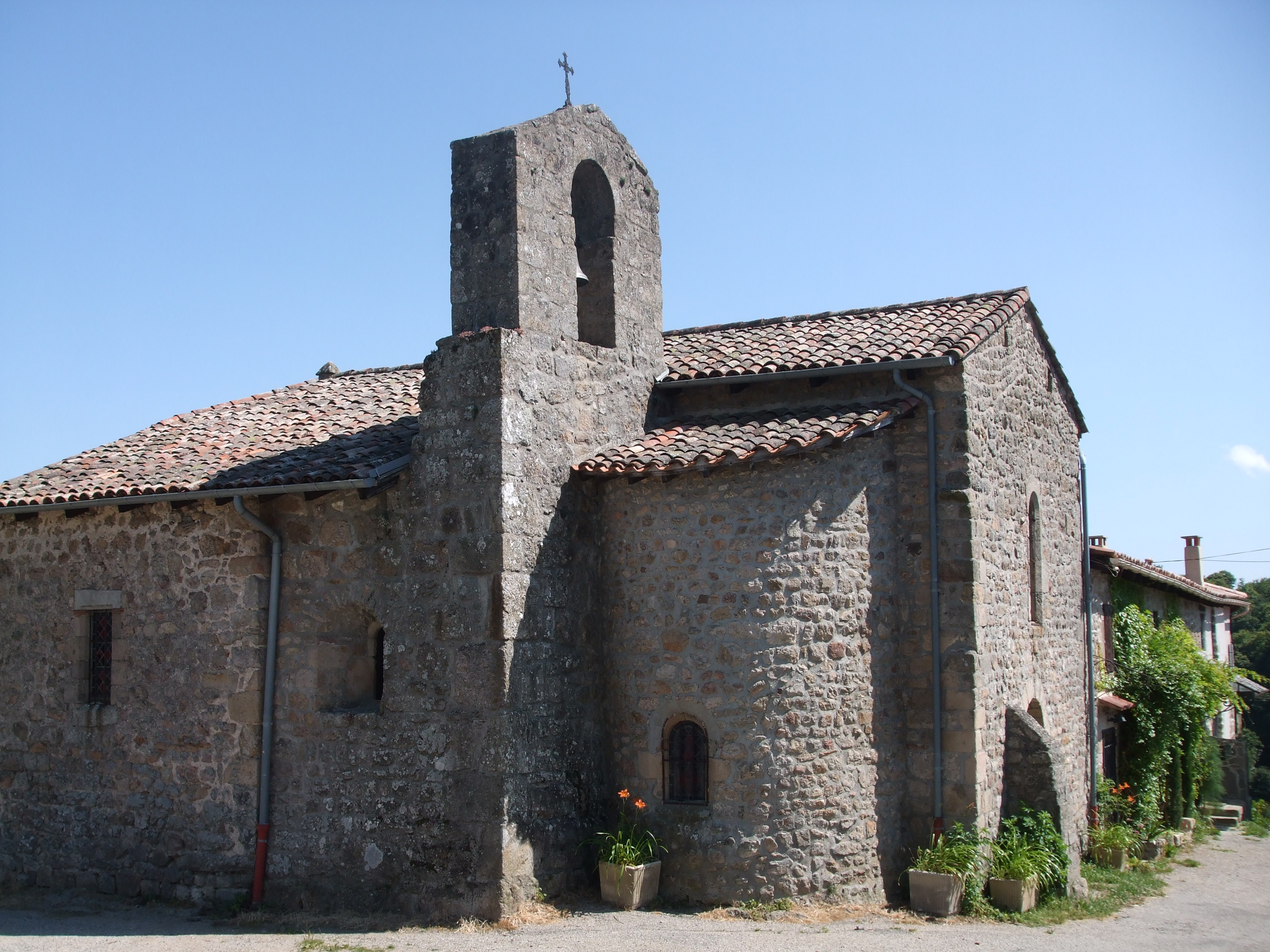
Kirche Saint-Apollinaire

## Bevölkerungsentwicklung
| Jahr                       | 1962 | 1968 | 1975 | 1982 | 1990 | 1999 | 2008 | 2014 |
| -------------------------- | ---- | ---- | ---- | ---- | ---- | ---- | ---- | ---- |
| Einwohner                  | 198  | 178  | 140  | 132  | 128  | 119  | 153  | 188  |
| Quellen: Cassini und INSEE |      |      |      |      |      |      |      |      |